# Primærrute 9
De Primærrute 9 is een hoofdweg in Denemarken. De weg loopt van Odense via Svendborg en Maribo naar Nykøbing Falster. De Primærrute 9 loopt over de eilanden Funen, Tåsinge, Siø, Langeland, Lolland en Falster en is ongeveer 126 kilometer lang. Tussen Langeland en Lolland is een veerverbinding.

## Svendborgmotorvejen
Een deel van de Primærrute 9 is uitgevoerd als autosnelweg. Deze Svendborgmotorvejen verbindt Odense en Svendborg met elkaar.